# Vịnh Aden
Vịnh Aden (tiếng Ả Rập: خليج عدن; chuyển tự: Khalīj 'Adan, tiếng Somali: Khaleejka Cadan) là vịnh nằm trong Biển Ả Rập giữa Yemen ở bờ phía nam của Bán đảo Ả Rập và Somalia trên bán đảo Sừng châu Phi. Về phía tây bắc, vịnh nối với Biển Đỏ thông qua eo biển Bab-el-Mandeb, rộng khoảng 20 dặm.
Vịnh này là phần của tuyến đường thủy quan trọng cho tàu bè qua Kênh Suez giữa Địa Trung Hải và Biển Ả Rập trong Ấn Độ dương với khoảng 21.000 tàu qua vịnh mỗi năm. Vịnh này có biệt danh là "Pirate Alley" (Đường cướp biển) do xảy ra rất nhiều vụ cướp biển trong khu vực này.

## Thương mại

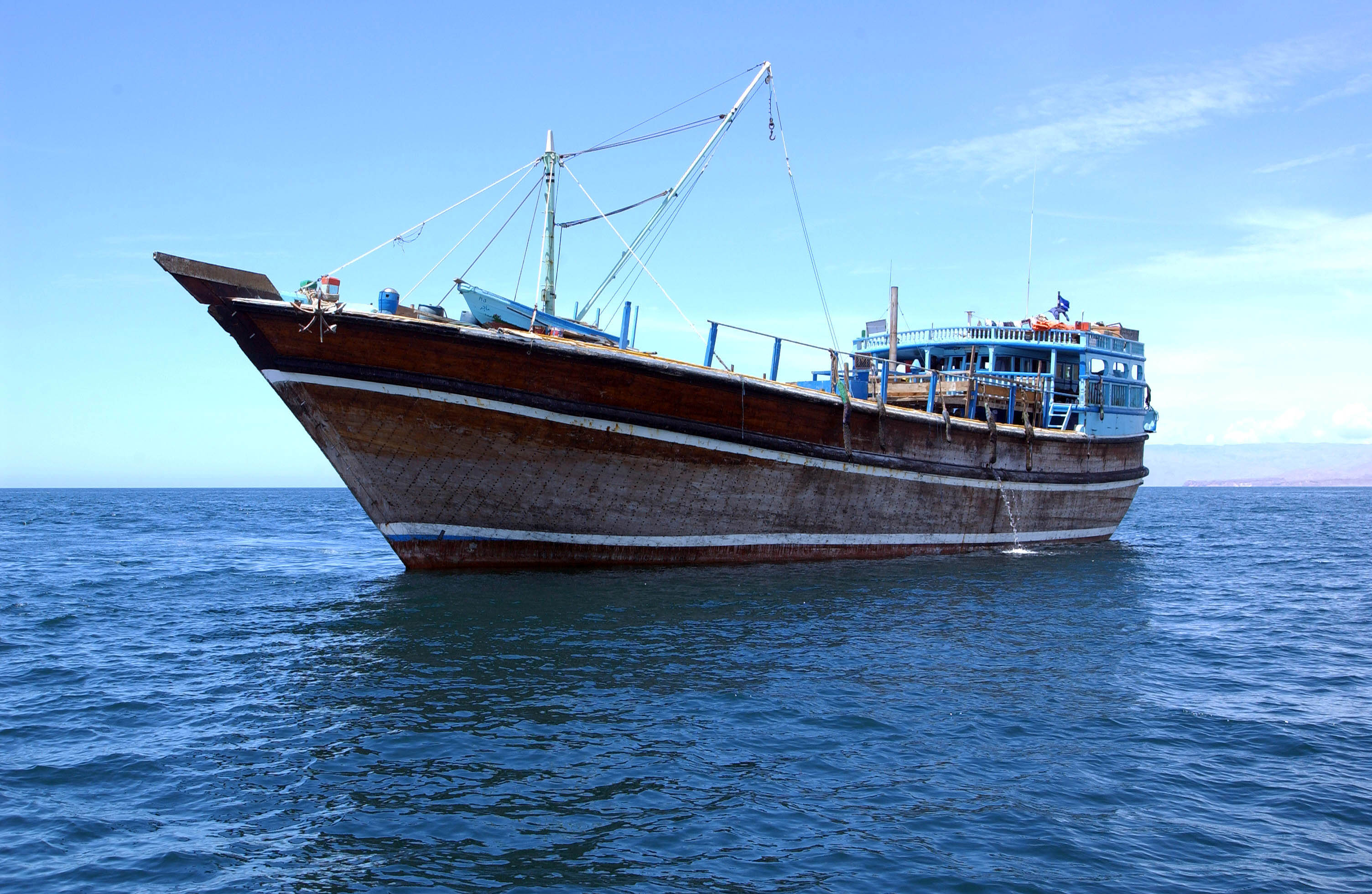
Một thuyền buồm Ả Rập trong vịnh Aden.

Vịnh Aden là một đường thủy rất quan trọng cho tàu bè, nhất là cho việc chở dầu ở Vịnh Ba Tư, khiến nó trở thành đường thủy không thể thiếu cho kinh tế thế giới. Khoảng 11% dầu chở bằng đường biển phải qua vịnh Aden để tới kênh Suez hoặc các nhà máy lọc dầu trong vùng. Các cảng chính dọc theo vịnh là cảng Aden ở Yemen, cảng Zeila, Berbera và Bosaso ở Somalia.
Thời xưa, thành phố Crater - nằm ở ngay phía đông của thành phố Aden ngày nay - đã là một cảng quan trọng cho việc buôn bán trong vùng. Crater đã là hải cảng chính của vương quốc Awsan thời tiền-Hồi giáo, và sau khi nó bị vương quốc Saba sáp nhập ở cuối thế kỷ thứ V, cảng Crater đã đóng vai trò quan trọng trong việc nối châu Phi với bán đảo Ả Rập.

## Thủy văn
Nhiệt độ của vịnh Aden thay đổi từ 15o C tới 28o C, tùy theo mùa và sự xuất hiện của gió mùa. Độ mặn của vịnh ở độ sâu 10 m là từ 35,3 ‰ dọc theo bờ biển phía động Somali tới 37,3 ‰ ở vùng giữa vịnh, trong khi lượng oxy ở cùng một độ sâu thay đổi từ 4,0 tới 5,0 mL/L.

## Sinh thái
Vịnh Aden có một đa dạng sinh học, bao gồm nhiều loài cá, san hô, chim biển và các loài không xương sống. Tình trạng giàu đa dạng sinh học này là do sự tương đối ít ô nhiễm trong lịch sử sinh sống của con người quanh vịnh, nhưng các nhóm bảo vệ môi trường sợ rằng sự thiếu nỗ lực phối hợp của các nước để kiểm soát ô nhiễm, có thể gây nguy hại sinh quyển của vịnh.

## Nạn cướp biển

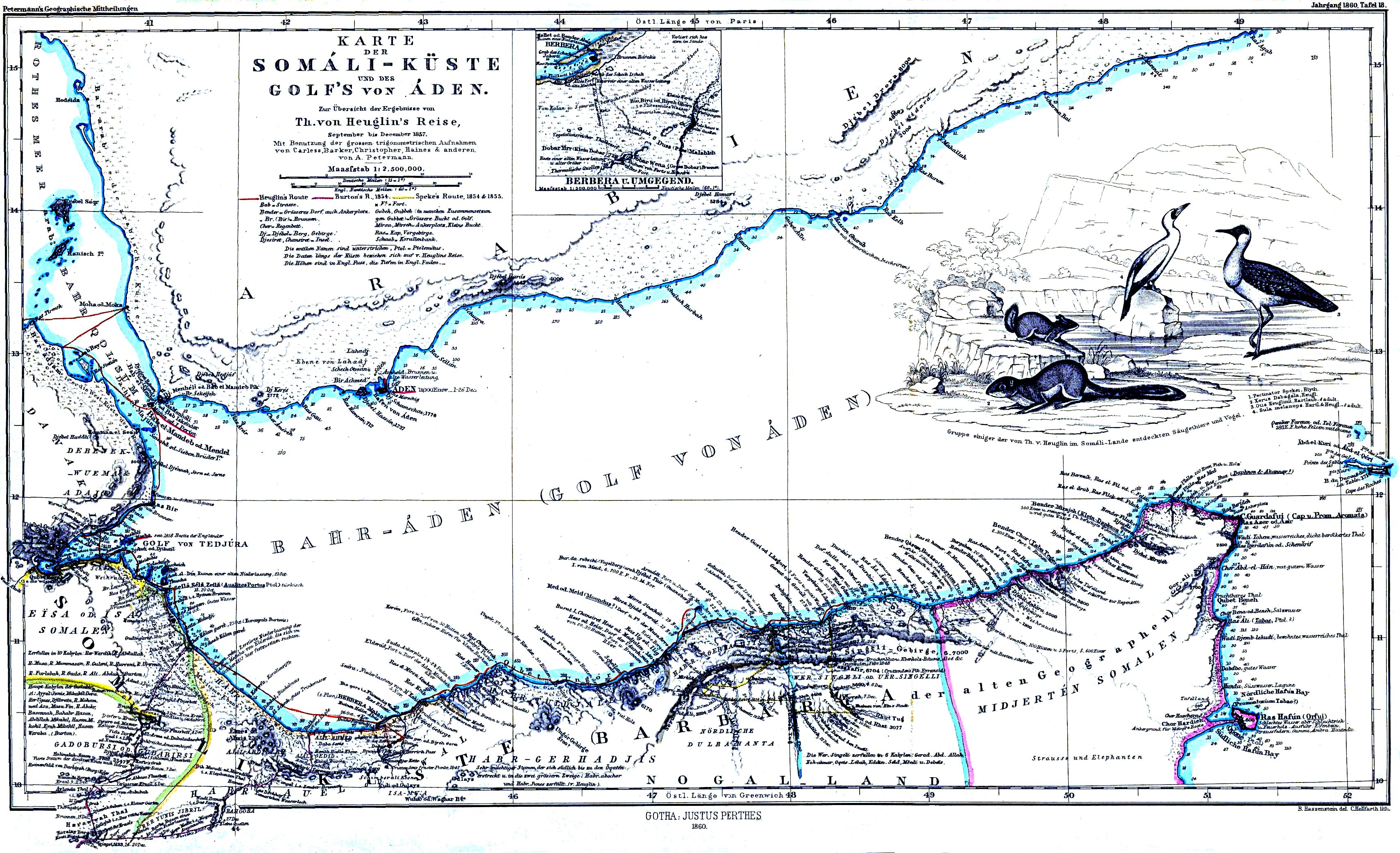
Bản đồ vịnh Aden năm 1860

Vịnh Aden là khu vực xảy ra nhiều vụ cướp biển, khiến cho đường thủy của vịnh trở nên nguy hiểm cho việc vận tải đường thủy. Nguyên nhân chính của nạn cướp biển này là thiếu một chính phủ có thể đứng vững ở Somalia. Phòng hàng hải quốc tế báo cáo đã có trên vài chục cuộc tấn công của bọn cướp biển hoặc mưu toan hoặc đã xảy ra trong năm 2007 trong vịnh này, ngoài bờ biển Somalia.
Ngày 4.4.2008, bọn hải tặc đã cướp một du thuyền sang trọng của Pháp trong vịnh Aden, ngoài bờ biển Somalia, với thủy thủ đoàn 34 người.
Ngày 21.8.2008, một tàu mang cờ Iran chở 40.000 tấn quặng sắt từ Trung quốc tới Hà Lan, với thủy thủ đoàn 29 người, cũng bị cướp ngoài hải phận quốc tế của vịnh. Sau khi thương thuyết, tàu và thủy thủ đoàn đã được thả ngày 10.10.2008.
Ngày 15.9.2008, tàu bồn chở hóa chất của Nhật Bản tên Stolt Valor đã bị bọn hải tặc bắt giữ trong vịnh, ngoài khơi Somalia. Thủy thủ đoàn 22 nhân viên gồm 18 người Ấn Độ, 2 người Philippines, một người Bangladesh và một người Nga. Tàu này đã được thả ngày 16.11.2008 sau 62 ngày bị bắt giữ, và được cho là đã nộp khoản tiền chuộc 2,5 triệu dollar cho bọn hải tặc.
Để ngăn chặn nạn cướp biển, một Khu vực Tuần tra An ninh Hàng hải (Maritime Security Patrol Area) - một hành lang hẹp qua trung tâm vịnh Aden - đã được thiết lập ngày 22.9.2008 bởi Lực lượng Đặc nhiệm phối hợp 150.
Ngày 4.10.2008, bọn hải tặc tấn công một tàu chở vũ khí. Bốn mưu toan tấn công khác bị thất bại vì các tàu này đã khôn hơn, tránh thoát bọn cướp.
Ngày 11.11.2008 tàu Jag Arnav một tàu buôn lớn 38.265 tấn của Công ty Great Eastern Shipping có căn cứ ở Mumbai đã bị bọn hải tặc tấn công. Tàu gửi tín hiệu cấp cứu SOS và tàu chiến INS Tabar của hải quân Ấn Độ đang tuần tiễu trong vùng này đã nhận được. Tàu chiến đã gửi một máy bay trực thăng chở các lính biệt kích hải quân tới để can thiệp, ngăn chặn bọn cướp biển tấn công tàu buôn đó. Máy bay trực thăng đã bắn xuống bọn cướp, buộc chúng phải từ bỏ ý định cướp tàu và tháo chạy.
Tàu INS Tabar cũng cho biết là đã phá hủy một "tàu mẹ" của bọn cướp biển trong buổi chiều ngày 18.11.2008 tuy nhiên, chủ tàu đó đã không nhận là tàu cướp biển. Đó là tàu Ekawat Nava 5, một tàu đánh cá bằng lưới rà ngoài khơi mà thủy thủ đoàn đã bị bọn cướp biển giữ làm con tin trong hầm tàu, khi tàu INS Tabar can thiệp.
Tháng 12 năm 2008, bọn cướp biển mưu toan cướp tàu Nautica, một tàu sang trọng dạo chơi trên biển của Mỹ, nhưng tàu này tăng tốc chạy thoát. Ngày 13.12.2008, bọn cướp biển lại mưu toan cướp tàu chở hàng mang cờ Ethiopia. Sau khi nhận được tính hiệu cấp cứu, tàu chiến INS Mysoor của Hải quân Ấn Độ đã tới cứu và bắt 23 tên cướp biển, trong đó có người Somali và cả người Yemen.
Tính chung, năm 2008 đã có trên 130 vụ cướp biển hoặc mưu toan cướp trong vịnh Aden.
Ngoài ra, còn nhiều cuộc tấn công khủng bố xảy ra trong vịnh này, trong đó có cuộc tấn công tự sát ngày 12.10.2000 nhắm vào tàu khu trục mang đạn tự hành the USS Cole của Hải quân Hoa Kỳ.